# Thankful (album de Kelly Clarkson)
Pour les articles homonymes, voir Thankful.
Albums de Kelly Clarkson
Breakaway
(2004)
Singles
Thankful est le premier album de la chanteuse américaine Kelly Clarkson, sorti le 15 avril 2003 par son label, RCA Records. A Moment Like This est le premier single de l'album, suivi de Miss Independent, Low et de The Trouble With Love Is.
L'album, normalement prévu pour novembre 2002, entra à la première position du Billboard 200, avec plus de 297 000 exemplaires vendus lors de sa première semaine d'exploitation. L'album est certifié 3 fois disque de platine aux États-Unis, avec plus de 2 730 000 copies vendues.
Il est également certifié disque de platine au Canada, avec plus de 100 000 exemplaires vendus.

## Réception
Les critiques ont été pour la plupart positives. Sur Metacritic, l'album a obtenu la note de 62/100, avec généralement des critiques favorables.
Entertainment Weekly: "Clarkson glisse à travers les octaves avec le contrôle magistral de quelqu'un qui fait cela depuis des décennies".
Rolling Stone donna à l'album une note de 3 étoiles sur 5.
À noter que la chanson "The Trouble With Love Is" accompagne le générique de fin du film "Love Actually" sorti en 2003.

## Liste des titres
| #  | Titre                                                      | Temps | Auteur (s)                                                             | Producteur(s)                   |
| -- | ---------------------------------------------------------- | ----- | ---------------------------------------------------------------------- | ------------------------------- |
| 1  | "The Trouble With Love Is"                                 | 3:42  | Kelly Clarkson, Evan Rogers, Carl Stuken                               | Evan Rogers, Carl Stuken        |
| 2  | "Miss Independent"                                         | 3:35  | Christina Aguilera, Rhett Lawrence, Matt Moris                         | Rhett Lawrence                  |
| 3  | "Low"                                                      | 3:28  | Jimmy Harry                                                            | Clif Magness                    |
| 4  | "Some Kind Of Miracle"                                     | 3:39  | Diane Warren                                                           | Steve Ferrera, Rhett Lawrence   |
| 5  | "What's Up Lonely"                                         | 4:09  | Evan Rogers, Stephanie Saraco, Carl Struken                            | Evan Rogers, Carl Struken       |
| 6  | "Just Missed The Train"                                    | 4:12  | Danielle Brisebois, Scott Cutler                                       | Clif Magness                    |
| 7  | "Beautiful Disaster"                                       | 4:12  | Rebekah Jordan, Matthew Wilder                                         | Matthew Wilder                  |
| 8  | "You Thought Wrong"(avec Tamyra Gray)                      | 3:51  | Kelly Clarkson, Babyface, Tamyra Gray, Harvey Mason, Jr., Damon Thomas | The Underdog and Face           |
| 9  | "Thankful"                                                 | 3:02  | Kelly Clarkson, Babyface, Harvey Mason, Damon Thomas                   | The Underdog and Face           |
| 10 | "Anytime"                                                  | 4:08  | Louis Biancaniello, Sam Watters                                        | Louis Biancaniello, Sam Watters |
| 11 | "A Moment Like This"                                       | 3:48  | Jörgen Elofsson, John Reid                                             | Steve Ferrera, Steve Mac        |
| 12 | "Before Your Love"                                         | 3:59  | Desmond Child, Cathy Dennis                                            | Desmond Child, Cathy Dennis     |
| 13 | "You Make Me Feel Like A Natural Woman"(édition Japonaise) | 2:36  | Carole King, Gerald Wexler, Gerry Goffin                               |                                 |

## Performances commerciales
Grâce au succès du single Miss Independent (atteint la 9e place du billboard) et à sa popularité grâce à l'émission American Idol, l'album se classa directement à la première position des charts, se vendant à plus de 297 000 exemplaires lors de sa première semaine d'exploitation aux États-Unis. En 6 semaines, l'album se vend à plus d'un million d'exemplaires à travers le pays.
Actuellement, l'album s'est vendu à plus de 2 730 000 exemplaires aux États-Unis .
Cependant, les singles Low et The Trouble With Love Is n'ont pas remporté le même succès que le précédent single Miss Independent.

## Position dans les hits-parades
| Année | Chart                     | Position |
| ----- | ------------------------- | -------- |
| 2003  | Billboard 200             | 1        |
| 2003  | Japan Oricon Top 100      | 19       |
| 2003  | UK BPI Top 75             | 41       |
| 2003  | Ireland Top 100           | 46       |
| 2003  | Netherlands Albums Top 50 | 83       |
| 2003  | Australian Top 50         | 33       |

## Certifications
| Pays       | Certification | Ventes      |
| ---------- | ------------- | ----------- |
| États-Unis | 2 × Platine   | > 2 750 000 |
| Canada     | Platine       | > 100 000   |
| Australie  | Or            | > 35 000    |

## Dates de sorties
| Region      | Date              | Label    | Format |
| ----------- | ----------------- | -------- | ------ |
| États-Unis  | 15 avril 2003     | RCA      | CD     |
| Royaume-Uni | 7 juillet 2003    | Sony BMG | CD     |
| Australie   | 15 septembre 2003 | Sony BMG | CD     |
| Brésil      | 18 décembre 2006  | Sony BMG | CD     |